# Dasyhelea morrisoni
Dasyhelea morrisoni är en tvåvingeart som beskrevs av Eileen D. Grogan 2006. Dasyhelea morrisoni ingår i släktet Dasyhelea och familjen svidknott.
Artens utbredningsområde är Bahamas. Inga underarter finns listade i Catalogue of Life.